# 朝鲜战争1953年夏季战役
朝鲜战争1953年夏季战役，中华人民共和国亦称“抗美援朝战争1953年夏季反击战役”，是朝鲜战争最后阶段发生的战役。

## 第一阶段作战
5月13日，中國人民志願軍和朝鮮人民軍發動夏季進攻戰役，目的是「消滅敵人，配合談判，吸取經驗，改善陣地。」中國人民志願軍出動20兵團第19兵團和第9兵團在火炮掩護下從西線、中線、東線、三路出擊，從正面突破聯合國軍地下坑道防禦工事，經激戰，除個別支撐點內的聯合國軍守突圍外，其餘均為志願軍消滅，中華人民共和國方面聲稱先後斃傷俘聯合國軍4,133人，志願軍傷亡1,608人。志願軍提前發起夏季反擊作戰，迫使美國在5月25日基本接受北韓和中華人民共和國方面之提案，夏季反擊作戰第一階段結束。

## 第二阶段作战
1953年6月4日，中国人民志愿军第二十兵团代理司令员郑维山召集作战会议，决定第21、第54军作两翼保障，第60、第67军正面突击，第68军为总预备队，进攻当面敌军两个团的阵地：金城以东、东南的883.7、949.2高地与座首洞南山（十字架山）。
1953年6月9日19时，第60军突击部队2个团前进指挥所、4个营部、15个步兵连、4个机炮连，约3500人进入敌阵地前沿开阔地潜伏：
- 第535团前进指挥所、第二营、第三营共6个步兵连、2个机炮连，1537人在902.8高地前沿潜伏，侦察分队封锁敌军出入道路。
- 第542团5个步兵连、1个机炮连，共1000余人在973高地前沿潜伏
- 第543团4个步兵连、1个机炮连，共1000余人在883.7高地前沿潜伏
- 第540团第2连在949.2高地西北侧前沿潜伏
- 第180师侦察连在敌后指定位置潜伏

1953年6月10日20:20，近300门火炮开始炮火准备。20:50开始出击。70分钟内歼灭902.8高地、973高地、883.7高地守军第27团第1、第2、第3营和师部搜索连。6月11日，美韩军集中地空火力反击883.7高地。
1953年6月12日凌晨，第二十兵团命令西侧第67军突击韩八师第21团拒守的座首洞南山（十字架山），以吸引反击883.7高地的美韩军。
随后，第二十兵团命令东侧第63师进攻1089.6高地的韩20师第62团，西侧的第203师进攻949.2高地韩五师。韩第二军团军团长丁一权中将命令韩五师撤出战斗，占领第二线防御阵地，防止第二十兵团向纵深扩大攻势。
6月15日19时，志司命令第20兵团，停战谈判已经达成全部条件，停火线以6月15日24时为准，6月16日零时起停止一起攻击行动。至此，金城反击作战第二阶段结束，第二十兵团历时5天6夜，攻占金城以东、东南949.2、973、902.8、883.7、1089.6、870、760、938、座首洞南山共9个要点的敌2个团的阵地，毙伤俘28,382人，占领54平方公里。

## 结果
中朝方的数据是中朝方进行战斗139次，推进240平方公里，拉直了金城以南战线，7月27日朝鲜战争结束。